# 101 Kompania Saperów
101 Kompania Saperów (101 ksap) – pododdział saperów Polskich Sił Zbrojnych na Zachodzie.

## Historia kompanii
W listopadzie 1941 roku z Tockoje do miejscowości Kołtubanka przybyło 50 saperów, którzy dali początek całemu garnizonowi i 7 batalionowi saperów. Garnizon Kołtubanka to „kawał lasu i parę budynków, resztę to znaczy pomieszczenia dla kilkunastu tysięcy ludzi należało zrobić samemu, tj. mieli to zrobić w pierwszym rzędzie saperzy, a zima już zapadła”. Dowódcą 7 bsap był kapitan Strzałka, natomiast dowódcą 3. kompanii – por. inż. Jan Ruszkowski. 17 stycznia 1942 roku batalion został przetransportowany do miejscowości Wriewskij i rozwinięty w 1 Pułk Saperów Armii pod dowództwem majora Włodzimierza Kupryka. 23 marca 3. kompania uzupełniona przez 1. i 2. kompanię do stanu 285 ludzi pod dowództwem porucznika Władysława Kryka wyjechała transportem kolejowym do Krasnowodzka skąd statkiem popłynęła do Pahlevi. Pod koniec kwietnia kompania wyjechała do obozu Habbaniyah.
22 lipca 1942 roku został utworzony Batalion Saperów Armii pod dowództwem podpułkownika Jerzego Sochockiego. Jedynym pododdziałem batalionu była dotychczasowa 3. kompania, która jednocześnie została przemianowana na 1. kompanię. Dowództwo kompanii objął major Maculewicz. Pod koniec września z kompanii wydzielono kierowców i mechaników, jako zawiązek kompanii parkowej pod dowództwem porucznika Juszczyka. 23 października rozkazem nr 59/42 dowództwa batalionu zatwierdzona została jego obsada oficerska 1. kompanii. Na stanowisko dowódcy kompanii został wyznaczony kpt. inż. Edmund Wajdowicz, który w dalszym ciągu pełnił obowiązki adiutanta batalionu. Do listopada kompanią dowodził major Maculewicz, który objął stanowisko dowódcy 6 kompanii saperów. Pozostałą kadrę oficerską kompanii tworzyli: por. Tadeusz Kalarus, ppor. Feliks Twardowski, ppor. Alfons Komander i por. Jan Ruszkowski.
25 stycznia 1944 roku kompania przypływa do portu w Tarencie, a następnie przechodzi do rejonu pobliskiej miejscowości Santa Teresa. Tego dnia kompania liczy 4 oficerów i 181 szeregowych.
Na podstawie rozkazu Nr 4 Dowództwa 2 Korpusu z 3 sierpnia 1943 roku 1. kompania z dniem 1 lutego 1944 roku została usamodzielniona pod względem gospodarczym pod nazwą „1 Kompania 10 Baonu Saperów”. 2 lutego 1944 roku kompania przybyła do Palagiano z zadaniem budowy urządzeń i budynków Szpitala Wojennego Nr 3.
17 kwietnia 1944 roku kompania została przydzielona do 2 Grupy Artylerii. 5 maja została podporządkowana Dowództwu 5 Kresowej Dywizja Piechoty. Zostały jej wówczas przydzielone: włoska 203 kompania pionierów, 2 sekcje angielskich tipperów (wywrotek), dwa buldożery z 304. plutonu sprzętu zmechanizowanego, jeden autopatrol i dwa zestawy pomp Pittersa z kompanii parkowej. 19 maja poległ saper Antoni Rogowski. 23 maja kompania przechodzi pod rozkazy dowódcy 10 baonu saperów. Dowódca 2 Korpusu odznaczył 35 żołnierzy kompanii Krzyżami Walecznych po raz pierwszy, w tym dowódcę majora Edmunda Wajdowicza.
Od 3 do 23 lipca 1944 roku III pluton był przydzielony do Pułku Ułanów Karpackich i razem z nim wziął udział w bitwie o Ankonę.
Od 13 sierpnia do 3 września 1944 roku 1. kompania współpracowała ze Zgrupowaniem Kawalerii pod dowództwem generała brygady Zygmunta Bohusz-Szyszko. W ramach tego zgrupowania kompania wzięła udział w walkach o linię Gotów. 14 sierpnia zmarł w wyniku 
doznanych ran kapral podchorąży Władysław Soczewski, a 27 sierpnia poległ saper Stefan Szałaj.
Za walki o linię Gotów odznaczeni zostali Krzyżem Srebrnym Virtuti Militari: mjr Edmund Wajdowicz, ppor. Franciszek Kurnik i saper Adam Chrostowski. Krzyżem Walecznych po raz drugi odznaczony został por. Alfons Komander, a po raz pierwszy 14 żołnierzy kompanii. Od 9 września do 10 października 1944 roku kompania przebywała na odpoczynku w Porto San Giorgio. W tym czasie ubył do Wyższej Szkoły Wojennej por. Alfons Komander. 26 września kompania otrzymała pierwsze uzupełnienie z Polaków, przymusowo wcielonych do Wehrmachtu. 11 października kompania rozpoczyna swój udział w walkach w Apeninach.
23 grudnia 1944 roku odszedł ze stanowiska dowódcy 11 kompanii saperów major Edmund Wajdowicz. 28 grudnia pełniący obowiązki dowódcy kompanii kapitan Tadeusz Kalarus został przeniesiony na stanowisko dowódcy 16 kompanii saperów. Pełniącym obowiązki dowódcy kompanii został kapitan Bogusław Kropidłowski.
Na podstawie rozkazu L.dz. 3334/204/AG/tj. kwatermistrza 2 Korpusu z 1 grudnia 1944 roku przemianowane zostały z dniem 15 grudnia następujące oddziały:
- 10 Baon Saperów Korpusu na 10 Baon Saperów,
- 1 Kompania Saperów Korpusu na 11 Kompanię Saperów (ang. 11th Polish Field Company Engineer),
- 2 Kompania Saperów Korpusu na 12 Kompanię Saperów,
- 3 Kompania Saperów Korpusu na 13 Kompanię Saperów,
- Kompania Parkowa Saperów Korpusu na 10 Kompanię Parkową Saperów (ang. 10th Polish Field Park Company Engineer)[18].

Za bitwę o Bolonię odznaczeni zostali Krzyżem Srebrnym Virtuti Militari: mjr Hipolit Smoczkiewicz, st. sierż. Stefan Cymerman i kpr. Stefan Czarnowski, a 32 żołnierzy otrzymało Krzyże Walecznych.
8 czerwca 1945 roku major Smoczkiewicz odchodzi na dowódcę nowo formowanego 20 Batalionu Saperów. Wraz z nim ubywa kilkunastu szeregowych jako kadra organizacyjna tego oddziału.
Na podstawie rozkazu Dowództwa 2 Korpusu z 3 września 1945 roku 11 kompania saperów została przemianowana na 101 kompanię saperów.
20 listopada 1946 roku z Włoch przybył rzut likwidacyjny z dowódcą kompanii, ppor. Górczyńskim, podchorążym W. Zyms i 22 saperami. W Italii pozostał ppor. inż. arch. Zygmunt Majerski w celu ukończenia budowy Polskiego Cmentarza Wojennego w Bolonii.
24 listopada 1946 roku do obozu Keele Hall przybył dowódca 5 Grupy Brygadowej, gen. bryg. Zygmunt Podhorski „celem poinformowania żołnierzy o ich przyszłym życiu tu na terenie UK”.
5 grudnia 1946 roku kompania została przeniesiona do Mile House Camp koło Oswestry.
W lutym 1947 roku w wyniku zmniejszenia stanów kompanii zlikwidowany został trzeci pluton.
Na podstawie rozkazu dowódcy 5 Grupy Brygadowej z 8 kwietnia 1947 roku dotychczasowa 101 kompania saperów została przemianowana na 1 kompanię 452 Oddziału PKPR. Wspomniany oddział Polskiego Korpusu Przysposobienia i Rozmieszczenia został utworzony z 10 baonu saperów (2 kompania z 102 kompanii saperów, 3 kompania z 103 kompanii saperów, 4 kompania z 26 kompanii zaopatrywania oraz kompania dowodzenia).
21 sierpnia 1947 roku 1 kompania została przeniesiona z Mile House Camp do Keele Hall, a pięć dni później do Blackshaw Camp. Z dniem 16 września 1947 roku 1 kompania 452 Oddziału PKPR została wcielona do kompanii dowodzenia.

## Obsada personalna 101 kompanii saperów
Dowódcy kompanii
- por. inż. Jan Ruszkowski (XI 1941 – VII 1942)
- mjr Maculewicz (VII 1942 – XI 1943)
- kpt. / mjr inż. Edmund Wajdowicz (XI 1943 – 23 XII 1944[16])
- kpt. Tadeusz Kalarus (p.o. 23-28 XII 1944)
- por. Bogusław Kropidłowski (p.o. 28 XII 1944 – 15 I 1945})
- mjr inż. Hipolit Marian Smoczkiewicz (15 I – 8 VI 1945[29])
- kpt. Bogusław Kropidłowski (1945 – 26 IX 1947 → kierownik biura ewidencji 452 Oddziału PKPR[30])

Zastępcy dowódcy kompanii
- kpt. Tadeusz Kalarus (do 28 XII 1944 → dowódca 16 ksap[17])
- kpt. Bogusław Kropidłowski
- por. Wiesław Stepanoff (do 22 II 1947 → oficer wyszkoleniowy Obozu Keele Hall[31])

Oficerowie
- oficer rozpoznawczy – ppor. Franciszek Pieczyk (I 1945)
- oficer techniczny – por. Feliks Twardowski
- oficer techniczny – ppor. Wacław Górczyński (1946)

Dowódcy I plutonu
- ppor. Jerzy Skotnica
- ppor. Franciszek Kurnik (II – 9 IV 1947 → kurs hodowlany)
- ppor. Franciszek Pieczyk (od 9 IV 1947)

Dowódcy II plutonu
- ppor. Edward Kucharczyk
- ppor. Franciszek Pieczyk
- ppor. Wacław Górczyński (1947)

Dowódcy III plutonu
- ppor. Mielczarek (1944)
- ppor. Franciszek Kurnik (do II 1947)